# 하드리아누스의 개선문

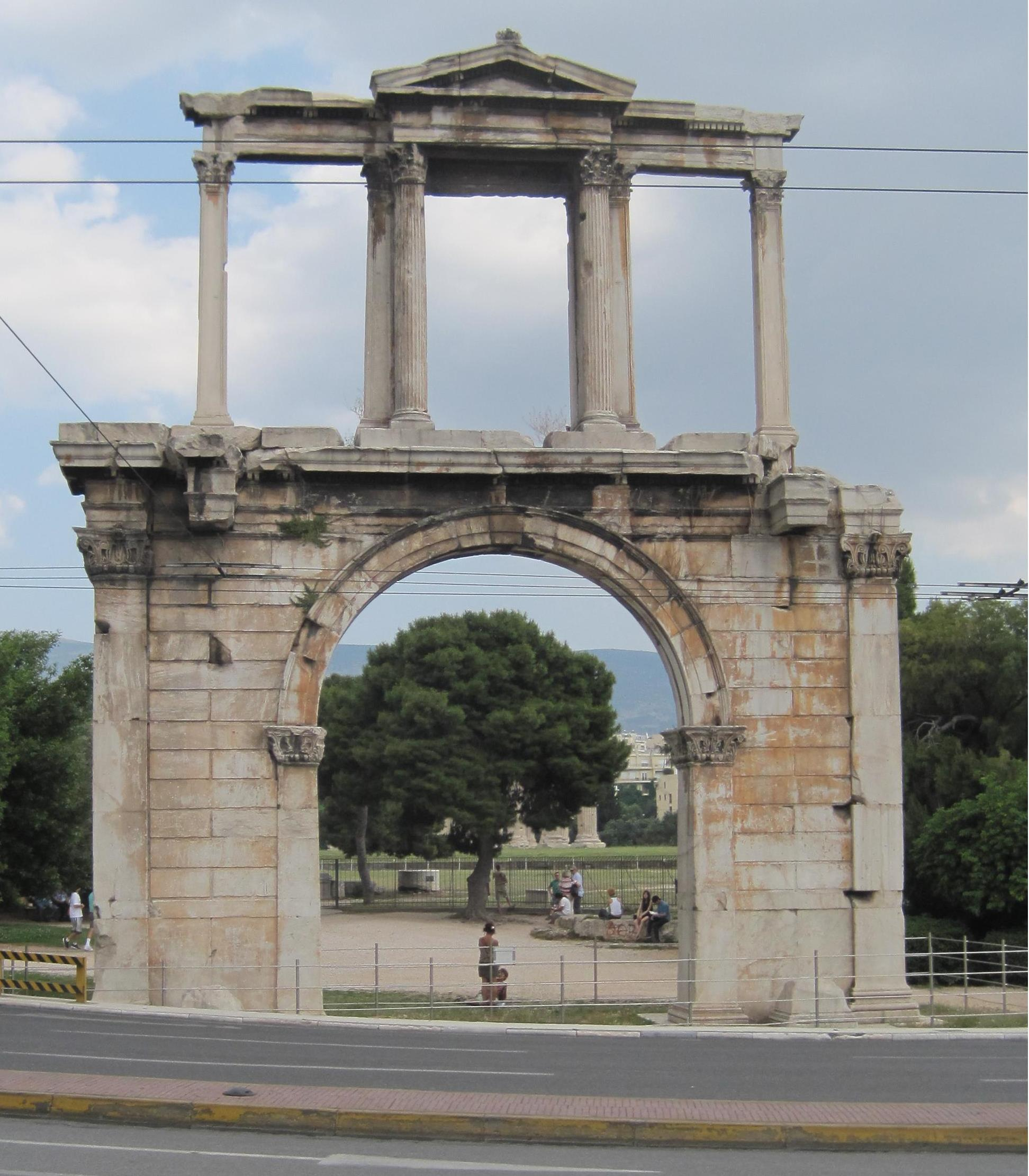
하드리아누스의 개선문

하드리아누스의 개선문(그리스어: Πύλη του Αδριανού)은 그리스 아테네의 기념비적인 개선문으로, 하드리아누스의 공적을 기리기 위해 만들어졌다.